# Racek hnědohlavý
Racek hnědohlavý (Chroicocephalus brunnicephalus) je malým až středně velkým středoasijským druhem racka z rodu Chroicocephalus.

## Popis
Dospělí i mladí ptáci se podobají racku chechtavému, mají však odlišnou kresbu křídla. Krajní ruční letky jsou černé, u dospělých ptáků s bílými skvrnami u špiček dvou krajních letek (bílé u racka chechtavého). Zobák je červený s tmavou špičkou, nohy červené.

## Výskyt
Racek hnědohlavý hnízdí na jezerech a mokřadech střední Asie s centrem rozšíření na Tibetské náhorní plošině ve výšce 3 000 až 4 500 m n. m. Mimo Tibet hnízdí ještě v Tádžikistánu a východní Číně. Tažný, zimuje na pobřeží Indického oceánu od jižního Pákistánu po Thajsko, pravidelně v menším množství až po Hongkong. Zatoulaní ptáci byli zjištěni v Bhútánu, na Maledivách, v Íránu, Ománu a Izraeli.